# Adrián Bonilla

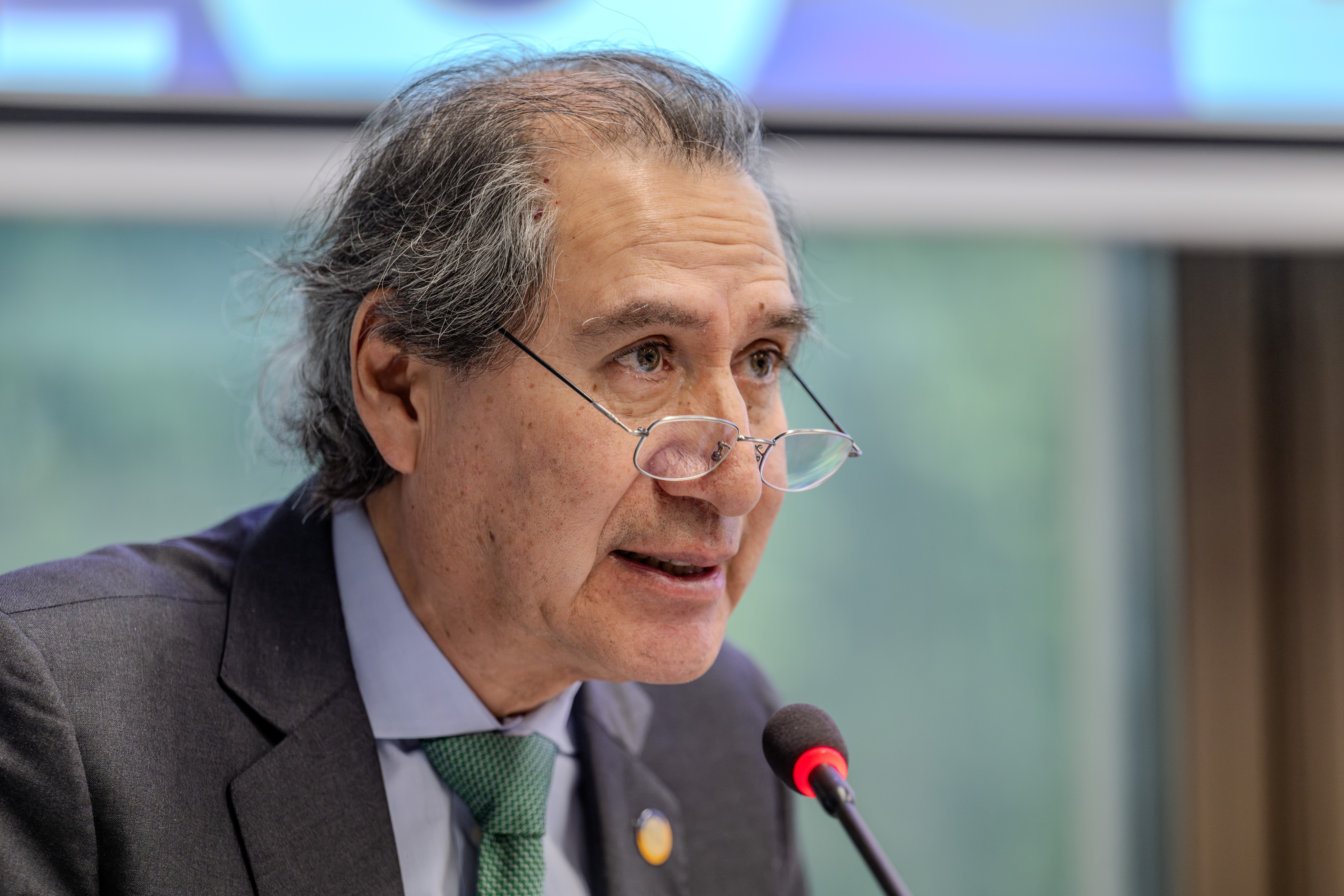
Adrián Bonilla (2024)

Adrián Bonilla (* 1958 in Riobamba) ist ein ecuadorianischer international tätiger Bildungspolitiker.

## Frühe Jahre und akademische Ausbildung
Adrián Bonilla wurde 1958 in Riobamba, Ecuador, geboren. Sein Vater war Edelberto Bonilla, ein Anwalt und Führer der Sozialistischen Partei, der Präsident des Nationalkongresses von Ecuador wurde und mehrere öffentliche Ämter bekleidete. Seine Mutter, Clemencia Soria, war Erzieherin und Politikwissenschaftlerin.
Adrián Bonilla erlangte seinen Doktor und M.A.-Abschluss in Internationalen Beziehungen an der Universität von Miami. Seinen Hochschulabschluss in Staats- und Sozialwissenschaften absolvierte er an der Universität von Ecuador. Er wurde auf Vorschlag der Länder Lateinamerikas und der Karibik durch alle Mitgliedsstaaten zum Exekutivdirektor der EU-LAC-Stiftung gewählt. Diese Rolle führte er von 2020 bis 2024 aus. Die EU-LAC-Stiftung ist eine internationale, zwischenstaatliche Organisation, die sich der Förderung der Beziehung zwischen Lateinamerika, der Karibik und Europa verpflichtet hat. Vor dem Beitritt zur EU-LAC-Stiftung war Adrián Bonilla von 2018 bis 2019 Staatssekretär für Hochschulbildung mit Ministerrang in Ecuador; er war von 2012 bis 2016 Generalsekretär für die gesamte Region der Lateinamerikanischen Fakultät für Sozialwissenschaften (FLACSO) und in dieser internationalen akademischen Organisation auch Direktor des ecuadorianischen Zweigs (2004–2012).
Bonilla hat als Autor und Herausgeber fünfzehn Bücher und zahlreiche Artikel in renommierten akademischen Zeitschriften und Büchern Lateinamerikas und der Karibik, Europas und in den Vereinigten Staaten veröffentlicht. Er war Dozent und Gastprofessor an mehreren Universitäten und Mitglied der Redaktionsgremien von Global Governance, Contexto Internacional und der CIDOB-Zeitschrift D'Afers Internacionals, Pensamiento Iberoamericano und veröffentlichte andere Fachpublikationen. Seine Arbeit beschäftigt sich mit den Themen Außenpolitik, Sicherheit und Multilateralismus in Lateinamerika und der Karibik.
Bonilla war Vizepräsident des Beirats für auswärtige Beziehungen in Ecuador und arbeitete auch als internationaler Wahlbeobachter. Er war Direktor des Rates für internationale Beziehungen Lateinamerikas (RIAL), des lateinamerikanischen Netzwerks für Verteidigungsstudien (RESDAL), des Observatoriums für die Beziehungen Europäische Union-Lateinamerika (OBREAL) und des iberoamerikanischen Netzwerks für internationale Beziehungen (RIBEI).

## Nationalsekretär für Hochschulbildung
Bonilla wurde im Jahr 2018 zum Nationalsekretär für Hochschulbildung Ecuadors ernannt, seit 2017 war er in diesem Sekretariat Vizeminister.

## Generalsekretär der Lateinamerikanischen Fakultät für Sozialwissenschaften FLACSO
Adrián Bonilla wurde durch die Regierungen von 18 Ländern, aus denen sich die internationale akademische Organisation für postgraduale Lehre und Forschung FLACSO zusammensetzt, zum Generalsekretär gewählt. Er ist der gesetzliche Vertreter dieser Organisation, die 15 akademische Einheiten in der gesamten Region besitzt und von 2012 bis 2016 in Costa Rica tätig war.

## Direktor des Standortes Ecuador von FLACSO
Bonilla war, da er einmal wiedergewählt wurde, von 2004 bis 2012 Direktor für den Standort Ecuador von FLACSO, der Lateinamerikanischen Fakultät für Sozialwissenschaften, die eine Universität für Graduiertenstudiengänge ist. Während seiner Amtszeit war FLACSO die am besten bewertete Universität Ecuadors. Der 30.000 Quadratmeter große städtische Campus der Institution wurde mit mehreren Gebäuden und Einrichtungen in der Zeit unter Bonillas Leitung eingeweiht und fertiggestellt.

## Akademiker
Adrián Bonilla ist Experte für die Analyse lateinamerikanischer Außenpolitik, regionaler Sicherheit und Multilateralismus. Er rief das Programm für internationale Beziehungen von FLACSO Ecuador ins Leben.